# Patrick W. Skehan
Patrick William Skehan (30 de septiembre de 1909 - Nueva York; 9 de septiembre de 1980) fue un erudito semítico estadounidense del Antiguo Testamento, profesor emérito, presidente del Departamento de Lenguas y Literaturas Semíticas y Egipcias de la Universidad Católica de América y profesor visitante en el Pontificio Instituto Bíblico en Roma. Fue ordenado sacerdote en la Iglesia Católica.

## Vida
Patrick W. Skehan nació el 30 de septiembre de 1909 (fiesta de San Jerónimo) en la ciudad de Nueva York. Skehan fue un hombre jubilado y reverenciado por sus colegas por su cuidado e integridad académicos, y por sus estudiantes por el cuidado generoso y modesto que les prodigaba. Murió el 9 de septiembre de 1980.

## Educación
Patrick William Skehan recibió su B.A. de la Universidad de Fordham (1929), estudió teología y en el Seminario de San José (conocido como Dunwoodie), en donde fue ordenado sacerdote el 23 de septiembre de 1933. Estudió Escritura y Lenguas Semíticas en la Universidad Católica de América, Washington D. C., donde obtuvo su doctorado y enseñó hebreo, y obtuvo una ETS en el Antiguo Testamento (1938).
Estudió en The Catholic University of America's Department of Sacred Science (Departamento de Ciencias Sagradas de la Universidad Católica de América) que posteriormente se llamó School of Religious Studies (Escuela de Estudios Religiosos). Gran parte de su trabajo de curso se realizó en el Department of Semitic and Egyptian Languages and Literatures (Departamento de Lenguas y Literaturas Semíticas y Egipcias), donde fue instruido por Henri Hyvernat, Arthur A. Vaschalde y Romain Butin. Su disertación para su Sacræ Theologiæ doctor se tituló The Literary Relationship Between the Book of Wisdom and the Protocanonical Wisdom Books of the Old Testament (La relación literaria entre el Libro de la Sabiduría y los Libros Sapienciales Protocanónicos del Antiguo Testamento) y fue dirigida por el Dr. Edward P. Arbez. Su disertación fue publicada en la serie monográfica Studies in Sacred Theology de la Universidad Católica (n.º 54).

## Trabajo académico
Enseñó en el Departamento de Lenguas Semíticas de la CUA desde 1938 hasta su jubilación en agosto de 1980, y a menudo se desempeñaba como presidente de departamento. En varias ocasiones se desempeñó como conferencista / profesor invitado en el Seminario Oriental de la Universidad Johns Hopkins, y fue profesor anual en la Escuela Americana de Investigación Oriental, Jerusalén (1954–55), donde se desempeñó como director desde 1955 hasta 1956. Skehan fue profesor invitado de la Asociación Bíblica Católica en el Pontificio Instituto Bíblico, Roma, 1969-1970, donde fue nombrado consultor de la Pontificia Comisión Bíblica (1965-1971).
En 1938 Skehan fue designado para enseñar en el Departamento de Semíticas durante el año académico 1939-1940. Durante los siguientes veinte años impartió cursos de hebreo, arameo, siríaco y seminarios especiales de Escritura para estudiantes graduados en el Departamento de Sagradas Escrituras. Skehan se convirtió en jefe del Departamento de Semítica el 23 de noviembre de 1951.
Fue nombrado profesor emérito cuando se jubiló en agosto de 1980.

### Editorial
Skehan participó en la traducción de la New American Bible. Su contribución a este último es inestimable, ya que editó meticulosamente todas las partes del Antiguo Testamento, además de traducir extensas secciones él mismo. Fue editor asociado en varias ocasiones del Catholic Biblical Quarterly, editor asociado de Old Testament Abstracts y editor de la serie de monografías de la asociación (1973–75). También trabajó en la Nueva Enciclopedia Católica.
La Universidad Católica de América describe cinco series dentro de los artículos de Patrick W. Skehan:
1. Correspondencia general
2. Registros comerciales
3. Archivos temáticos
4. Fotografías
5. Manuscritos con Marginalia.

### Arqueológico
Skehan es quizás más conocido por su trabajo sobre los rollos del mar Muerto, algunos de los cuales editó para su publicación.
En 1947, cuando William Foxwell Albright realizó una exploración arqueológica en Egipto, pidió a Skehan que fuera un conferencista invitado en su lugar en Johns Hopkins. Estuvo de acuerdo e hizo esto para Albright en otras ocasiones entre 1947 y 1956. Skehan también fue profesor invitado durante el año académico 1969-1970 en el Pontificio Instituto Bíblico de Roma.
En 1953, Skehan fue elegido como miembro del equipo editorial de los rollos del mar Muerto, junto con Frank Moore Cross, John Allegro, John Strugnell, Dominique Barthélemy, Jean Starcky, Claus-Hunno Hunziger, Josef T. Milik y Roland de Vaux que fue el director del proyecto.

### Organizaciones
Skehan fue miembro fundador de la Asociación Bíblica Católica, su presidente desde 1946 hasta 1947 y tesorero desde 1977 hasta su muerte. Skehan participó en la Confraternity of Christian Doctrine (Confraternidad de Doctrina Cristiana), las American Schools of Oriental Research ASOR (Escuelas Estadounidenses de Investigación Oriental), la American Oriental Society (Sociedad Oriental Estadounidense).
Skehan fue nombrado miembro del Committee of the Institute for Christian Oriental Research (ICOR) (Comité del Instituto de Investigaciones Orientales Cristianas) por el Rector McCormick el 6 de julio de 1943. Tres años más tarde fue nombrado Secretario del Comité Asesor del Corpus Scriptorum Christianorum Orientalium (C.S.C.O.). También trabajó en la Comisión Pontificia Bíblica.

## Reconocimientos y distinciones
El trabajo y la contribución de Skehan al estudio de las Escrituras fueron reconocidos y honrados por la Santa Sede. Fue nombrado Monseñor por el Papa Pío XII el 17 de junio de 1954, nombrado Prelado Doméstico por el Papa Juan XXIII el 2 de diciembre de 1958 y condecorado con la Medalla Benemerenti por el Papa Pablo VI el 29 de diciembre de 1964.
En 1974, The Catholic Biblical Quarterly publicó un festschrift en su honor, editado por uno de sus estudiantes, Roland E. Murphy, O.Carm. Uno de sus estudiantes, Alexander A. Di Lella, O.F.M, le escribió un homenaje publicado en The Catholic Biblical Quarterly. De su maestro Di Lella dice: "Era más que un maestro y un erudito dedicado. Fue sobre todo un clérigo leal y un sacerdote devoto, un caballero cristiano y un ser humano superlativo".

## Obras
- Patrick W Skehan (1938). The literary relationship between the Book of Wisdom and the Protocanonical Wisdom Books of the Old Testament. Catholic University of America, School of Sacred Theology, studies in sacred theology. Vol. 54. Washington, Catholic University of America Press. OCLC 371202.
- Patrick W. Skehan (1971). Studies in Israelite poetry and wisdom. Catholic biblical quarterly: Monograph ser. Vol. 1. Washington, DC: Catholic Bibl. Assoc. of America. OCLC 254205957.
- Patrick W Skehan (1971). Studies in Israelite poetry and wisdom. Catholic Biblical quarterly: Monograph series (1). Washington: Catholic Biblical Association of America. ISBN 9780915170005. OCLC 154986.
- Patrick W Skehan; Roland E Murphy (1974). Patrick W. Skehan festschrift. Catholic Biblical quarterly. Vol. 36 (4). Washington, D.C.: Catholic Biblical Association of America. OCLC 12984798.
- Patrick W Skehan; Alexander A Di Lella (1987). The Wisdom of Ben Sira: a new translation with notes by Patrick W Skehan. Bible. Vol. 39. New York: Doubleday. ISBN 9780385510042. OCLC 13525398.
- Patrick W Skehan; Alexander A Di Lella (1987). Anchor Bible. A new translation with notes. Bible. Vol. 39. New York: Doubleday. ISBN 9780385135177. OCLC 643612966.
- Patrick W Skehan; Eugene Ulrich; Judith E Sanderson; P J Parsons (1992). Qumran cave 4. IV: Palaeo-Hebrew and Greek biblical manuscripts. Discoveries in the Judaean desert. Vol. 9. Oxford: Clarendon Press. ISBN 9780198263289. OCLC 27900865.
- Patrick W Skehan; Eugene Ulrich; Judith E Sanderson; P J Parsons (1992). Qumran cave 4. Discoveries in the Judaean desert. Vol. 9. Clarendon. ISBN 9780198263289. OCLC 28747304.
- Patrick W Skehan; John Marco Allegro; Elisha Qimron (1996). Qumran cave 4. 13 The Damascus document (4Q266-273). Discoveries in the Judaean desert. Vol. 18. Oxford Clarendon Press.
- Patrick W Skehan. Studies in israelite poetry and wisdom. The catholic biblical quarterly. Monograph series, 1. OCLC 489867231.